# 趙曮
趙曮（조엄，1719年—1777年），字明瑞，號永湖，朝鮮王朝文臣。本貫豐壤趙氏。
1738年通過生員試。1752年，庭試乙科及第，被任命為正言，後任校理。1757年任東萊府使。1760年，他建議在慶尚道南方建立漕倉，以提振當地的經濟。此後歷任大司憲、副提學、禮曹參議。
1764年，英祖任命趙曮為通信正使、以李仁培為副使、金相翊為從事官，前往日本，祝賀德川家治繼任幕府將軍。他將番薯帶回了朝鮮，種植於東萊府（今釜山廣域市一帶）和濟州島。
此後歷任義禁府知事、吏曹判書、提學、平安道觀察使、大司諫、吏曹判書等職。
正祖繼位後，趙曮受到洪國榮的誣告，於1777年被罷官流放渭原，後改流放金海，在流放地病死。
著有《海槎日記》、《海行摠載》。
趙萬永和趙寅永都是他的孫子。